# Переволочный (залив)
Перево́лочный — залив на северо-востоке Охотского моря в Ямской губе в заливе Шелихова. Частично омывает полуостров Пьягина. Вдаётся в материк между одноимённым мысом на юге и безымянным на севере на Ямской косе.

## Гидроним
В Топонимическом словаре Северо-Востока СССР — Перевалочный. Название получил в связи с тем, что из Ямской губы был волок в залив Бабушкина, так как обход полуострова Пьягина крайне опасен. «На местных мелкосидящих шлюпках можно переходить из Ямской губы через заливы Переволочный и Шхиперов в залив Бабушкина, перетаскивая их через небольшой волок между вершинами обоих заливов…» Степан Крашенинников называет залив Кинмаанка: «…следует знатная река Яма…, которая пала в немалую губу, называемую Кинмаанка». Этот топоним этимологизируется на чукотском: Кынмаӈӄы — «лагуна». Аналогичные названия широко распространены на северном побережье Чукотки.

## География
От Ямской губы отделён Ямской косой длиной примерно 12 километров. В середине косы расположен заброшенный посёлок Брохово, рядом с которым действуют метеостанция и вертодром. Имеется пристань со стороны залива. Ранее место дислокации отдельной радиолокационной роты Магаданского РТБ и воинской части № 03221.
В северной части расположен остров Буян. На западном берегу находятся заброшенный посёлок Коопгородок и село Ямск. В залив впадают реки Яма, Поперечная и Переволочная. На юге примыкает к Ямской низменности. На юго-востоке отделён от бухты Внутренняя полуостровом Ясындя с мысом Епина.